# Самоков
Са́моков (болг. Самоков) — город в Болгарии. Находится в Софийской области, входит в общину Самоков. Население составляет 27 851 человек.

## Население
| Год  | Население |
| ---- | --------- |
| 1985 | 27 678    |
| 1992 | 28 608    |
| 2000 | 26 253    |
| 2005 | 26 576    |
| 2010 | 26 196    |

## Политическая ситуация
Кмет (мэр) общины Самоков — Владимир Георгиев (Болгарская социалистическая партия (БСП)) по результатам выборов в правление общины.

## Известные уроженцы
В Самокове родились болгарские художники Димитр Христов и Захарий Зограф, писатель Константин Фотинов.
- Христо Максимов болгарский писатель, педагог, журналист.

## Города-побратимы
- Россия: Кострома

## Галерея

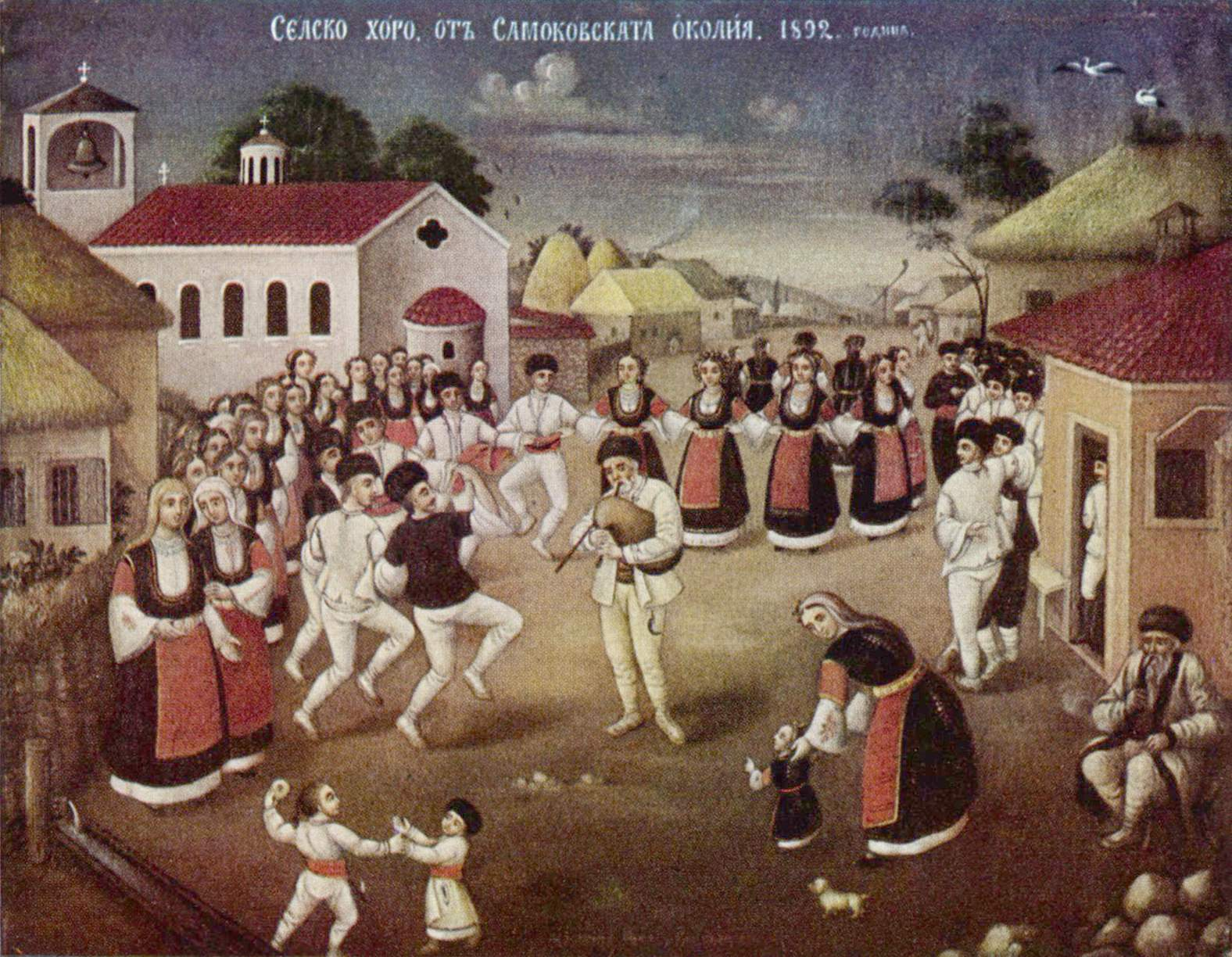
Хоро во время сельского праздника, картина Николы Образописова, 1892 г.
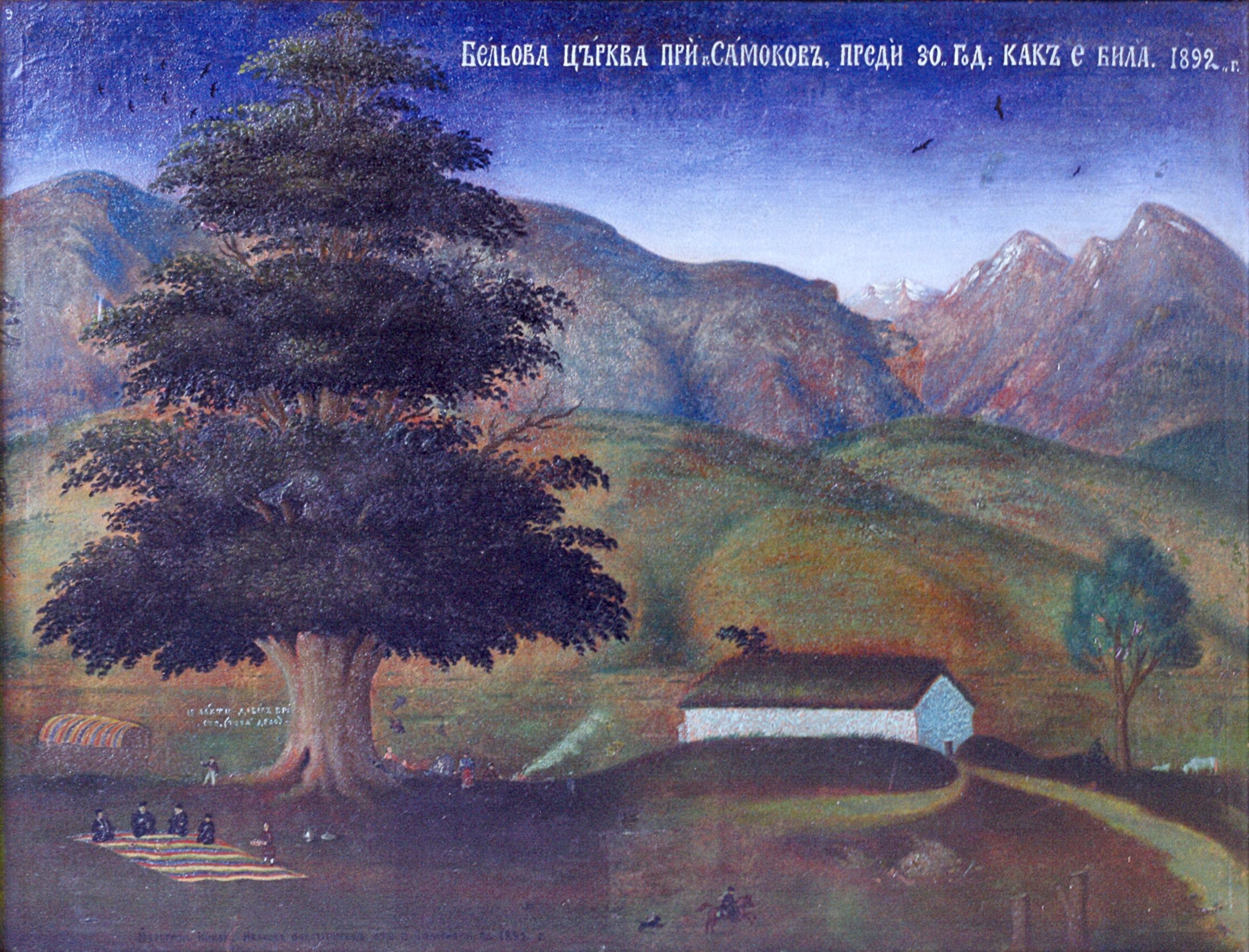
Церковь неподалёку от села, тот же автор и дата.
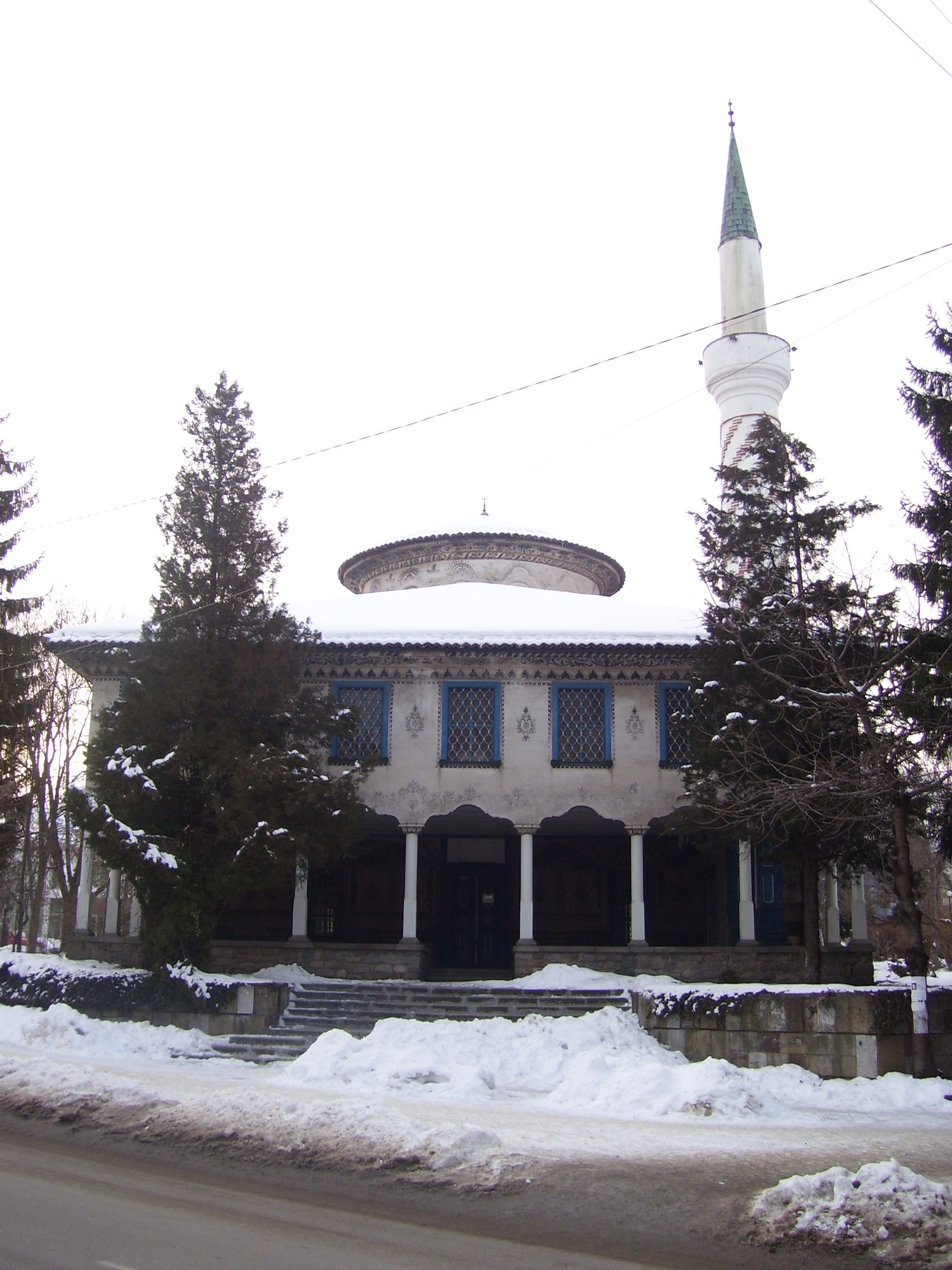
Мечеть Байракли
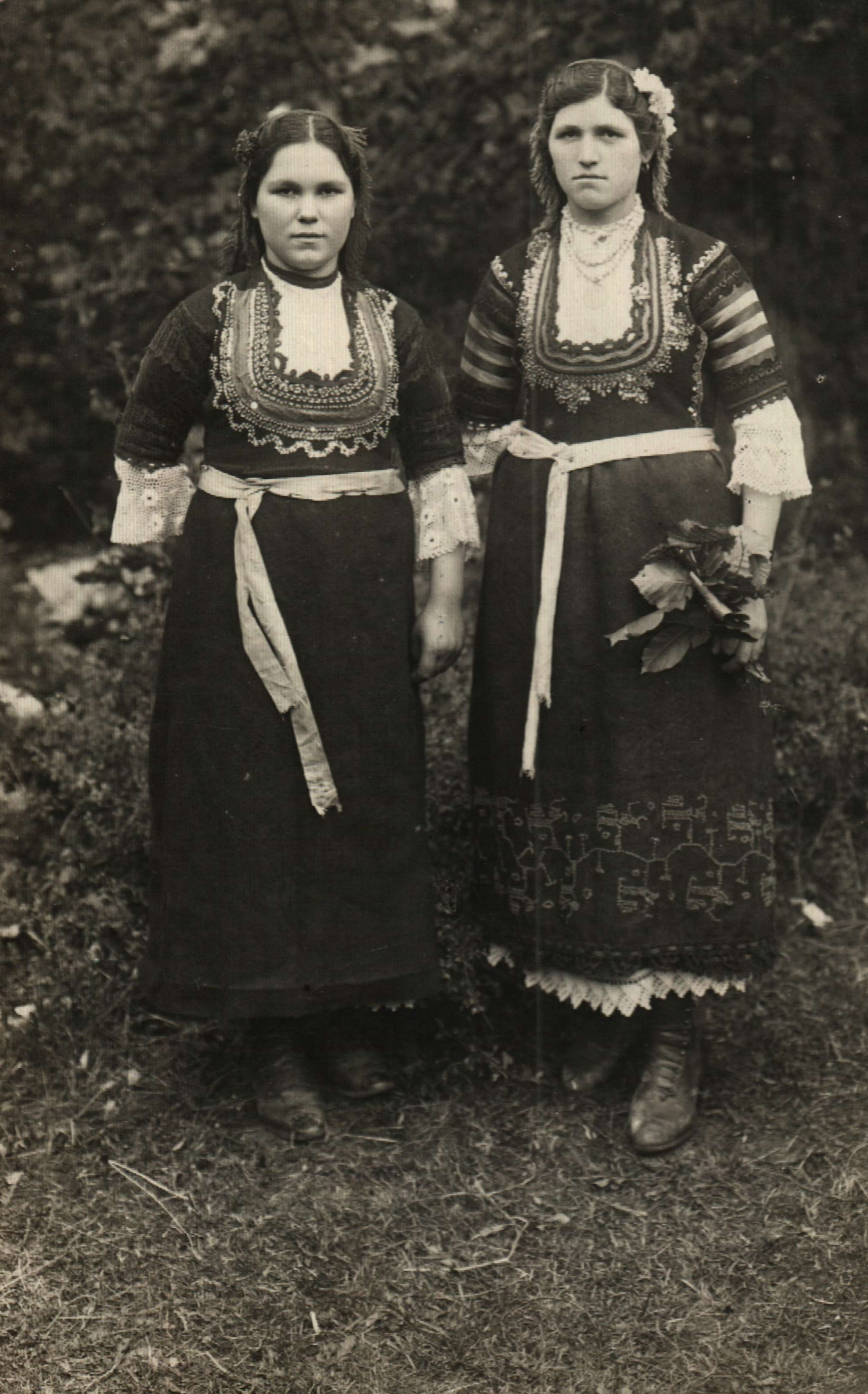
Жительницы Самокова в народных костюмах
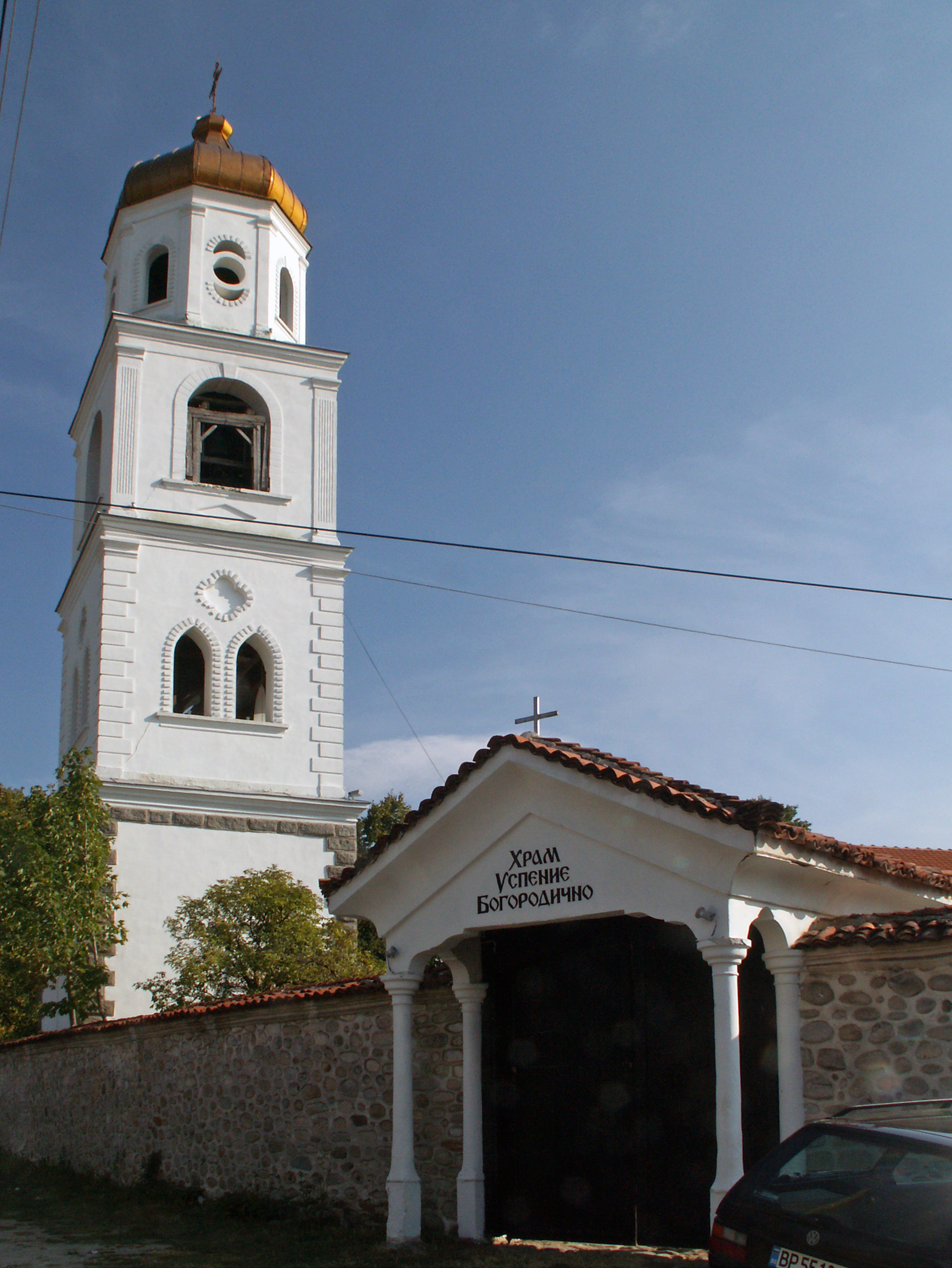
Церковь Успения Богородицы
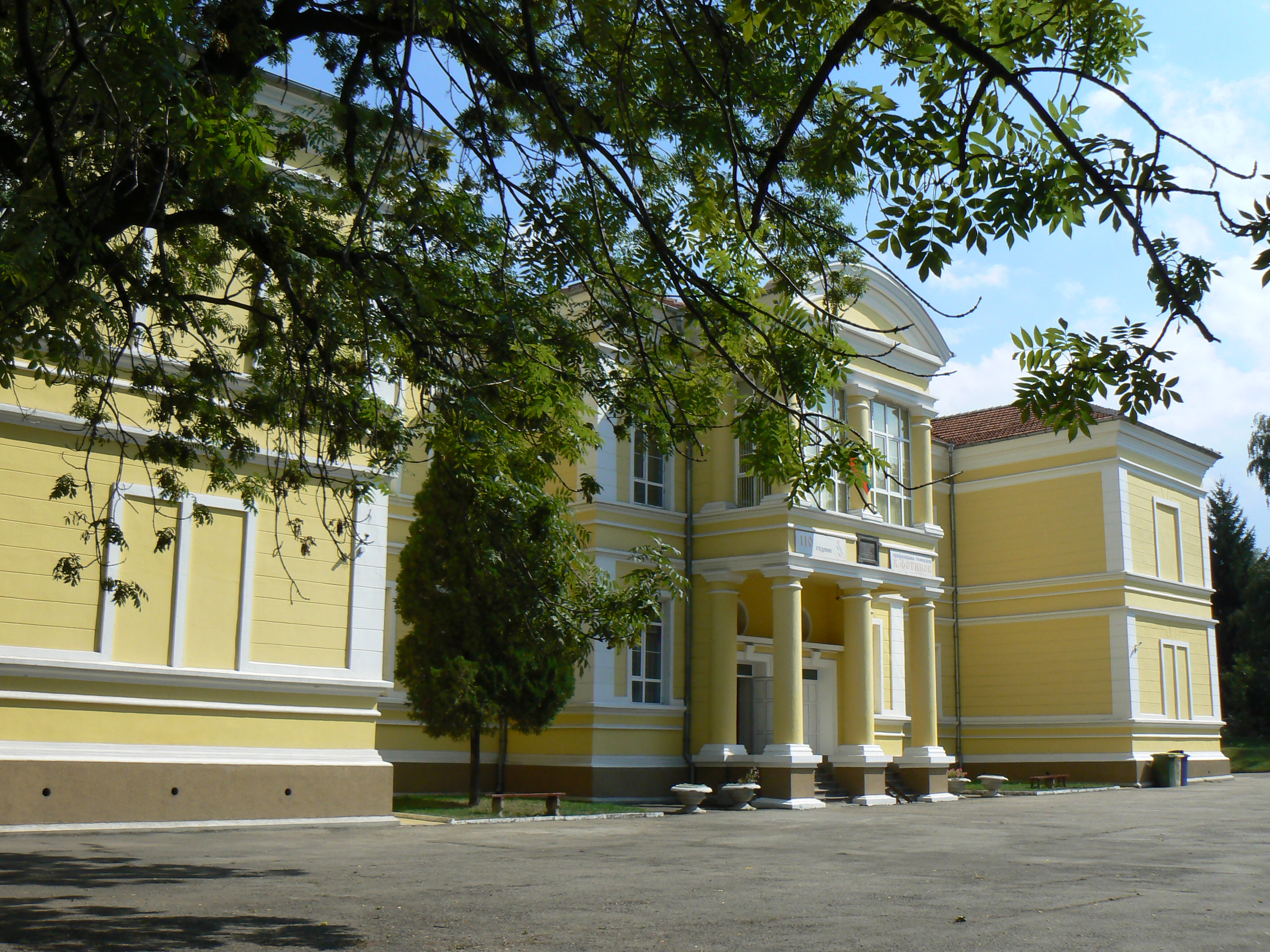
Здание школы Константина Фотинова